# Jochen Lupprian
Jochen Lupprian (Burghausen, 10 juli  1978) Is een Duitse golfprofessional.

## Amateur
Jochen is de zoon van een politieagent in Burghausen. Toen hij met golf begon was hij al veertien jaar. Binnen een jaar had hij handicap 13 en een jaar later al handicap 4. Vanaf dat moment kwam hij in de nationale training. Zijn handicap werd +4.

#### Gewonnen
- 1998:  Nationaal Kampioenschap (junioren)
- 1999: Audi World Amateur Masters in Berlijn
- 2000: Engels Amateur Kampioenschap (strokeplay) op Woodhall

## Professional
In 2001 werd hij professional. Luprian speelde in 2011 op invitatie in het KLM Open op de Hilversumsche Golf Club.

#### Gewonnen
Nationaal
- 2003: PGA toernooi in Stuttgart, PGA toernooi in Bad Homburg
- 2004: Oliva Nova Classic in Spanje
- 2006: PGA Kampioenschap

EPD Tour
- 2009: EPD Tour Championship